# Standarddreieck
Der Ausdruck Standarddreieck bezeichnet in der Kristallografie, Festkörper- und Materialphysik das sphärische Dreieck (Kugeldreieck), das von den Richtungsvektoren <100>, <110> und <111> aufgespannt wird (Millersche Indizes).
Das Standarddreieck nimmt somit den 48. Teil der gesamten Kugeloberfläche ein. Aufgrund der Symmetrieeigenschaften vieler Kristallstrukturen können durch die Beschreibung von richtungsabhängigen Eigenschaften innerhalb des Standarddreieckes diese Eigenschaften für alle Raumrichtungen beschrieben werden. Typische entsprechende Kristallstrukturen sind kubisch primitive, kubisch raumzentrierte und kubisch flächenzentrierte Kristallgitter.
Angewendet wird die Darstellung des Standarddreieckes u. a. bei der Beschreibung von richtungsabhängigem (anisotropem) Spannungs-/Dehnungsverhalten, Transporteigenschaften (z. B. Diffusion, Leitwert) und Struktur (Gefüge).